# Teun Hardjono
Teunis Willem (Teun) Hardjono (Schiedam, 20 december 1949) is een Nederlands bedrijfskundige, organisatieadviseur en emeritus hoogleraar Kwaliteitsmanagement en Certificatie aan de Rotterdam School of Management (RSM) van de Erasmus Universiteit Rotterdam.
Hardjono is bekend voor zijn werk op het gebied van organisatiekunde, kwaliteitsmanagement, procesmanagement en maatschappelijk verantwoord ondernemen, de opzet van het Instituut Nederlandse Kwaliteit (INK), het European Corporate Sustainability Framework (ECSF), de aanzet tot het MVO Nederland en de DeGoudseSchool.

## Levensloop

### Jeugd, opleiding en eerste carrièrestappen
Hardjono werd geboren in Schiedam in 1949. Na de studie chemie aan de Hogere technische school in Hengelo en militaire dienst, studeerde hij verder aan de HTS voor de Confectie Industrie Mr Koetsier, het tegenwoordige Amsterdam Fashion Institute (AMFI).
Na afronding van zijn studie begon Hardjono in 1978 als organisatieadviseur bij adviesbureau Berenschot. Hij specialiseerde zich daar op kwaliteitszorg, en ontwikkelde daar een eigen adviesprogramma voor kwaliteitsmanagement. Hij adviseerde verder omtrent de herstructurering van de Nederlandse confectie-industrie, en over ondernemingsstrategie en bestuur bij onder andere de politie en het UWV.
In 1995 promoveerde Hardjono aan de TU Eindhoven op het proefschrift getiteld Ritmiek en Organisatiedynamiek. Dit proefschrift bespreekt het zogenaamde Vierfasen-model, dat stelt dat continuïteit naast winstgevendheid ook het "ontwikkelen van het Intellectueel- en, socialisatievermogen en het waarmaken van maatschappelijk opdrachtvermogen." vereist

### Verdere carrière
Van 1998 tot 2015 was Hardjono aangesteld als parttime hoogleraar Kwaliteitsmanagement en Certificatie aan de Rotterdam School of Management (RSM) van de Erasmus Universiteit Rotterdam. Hij begeleidde een reeks van afstudeerscripties en was promotor van een twaalftal promovendi. Met subsidie van de Europese Commissie ontwikkelde hij aan universiteit het zogenaamde European Corporate Sustainability Framework (ECSF) project om duurzaam ondernemen te stimuleren. en deed hij onderzoek hoe Europees breed aan kwaliteitsmanagement wordt gewerkt
In 2015 kwam Hardjono in opspraak door beschuldigingen van plagiaat tegen de door hem begeleide promovenda Ans van Ass. De Erasmus Universiteit vond de beschuldigingen gegrond maar oordeelde ook dat haar begeleiders tekortgeschoten zouden zijn, met name haar promotor Hardjono. Hem werd het recht ontnomen promovendi te begeleiden en een afscheidsrede te houden.
Naast vele nevenactiviteiten binnen de universiteit was Hardjono actief bij de VNO-NCW, en was voor het CDA gemeenteraadslid in Gouda. Hij was onder andere medeoprichter van de Dutch Academy for Quality, de DeGoudseSchool en Trees of Wisdom. Hij adviseert nog altijd de overheid en bedrijfsleven over kwaliteitsmanagement.

## Publicaties
- Hardjono, T. W. Ritmiek en organisatiedynamiek: vierfasenmodel. Proefschrift TU Eindhoven, 1995.
- Hardjono, T.W. en F. Hes, oDe Nederlandse Kwaliteitsprijs en Ondescheiding, rizontaal Organiseren Kluwer Deventer, 1993.
- Hardjono,T.W., S. ten Have en W. ten Have, The European Way to Excellence, EFQM/European Commission, 1997
- Hardjono, T.W. en R.J.M. Bakker. Management van processen. Identificeren, Besturen, Beheersen en Vernieuwen. Kluwer/INK, 2001.
- Hardjono, T.W., R.H van Brakel, en J.J.C. Kroon (red.), Ketensamenwerking, Duurzaam werken in ketens en netwerken, C3Group, Leerdam, 2010
- Bakker, R.J.M, en T.W. Hardjono. Horizontaal Organiseren, Kluwer Deventer, 2012.
- Hardjono, T.W. en H. Beusmans, Europa heruitvinden, Vakmedianet Deventer, 2015